# Episemion
Episemion és un gènere de peixos de la família Aplocheilidae i de l'ordre dels ciprinodontiformes.

## Taxonomia
- Episemion krystallinoron (Sonnenberg, Blum & Misof, 2006)
- Episemion callipteron (Radda & Pürzl, 1987)[1][2][3]